# Infrabuccaltasche
Infrabuccaltaschen sind Taschen in der Mundhöhle von manchen Insekten. Bei Wespen sind sie spezielle Abfalltaschen, in der unerwünschte Beimengungen in der Nahrung sowie Fremdkörper gesammelt werden.
Heinrich Kemper und Edith Döhring schreiben dazu: „In ihr werden unerwünschte, feste Überbleibsel und Verunreinigungen der Nahrung, welche durch einen vor der Mundöffnung liegenden feinen Borstenkamm zurückgehalten worden sind, aufbewahrt. Auch Staub- und Detritusteilchen, die bei der Reinigung des Körpers anfallen, werden in dieser Abfalltasche gespeichert, zusammengepresst und von Zeit zu Zeit in Form fester Kügelchen ausgeworfen.“

Robin Edwards behauptet ebenfalls, dass die Infrabuccaltasche gelegentlich geleert wird. Nachdem diese aber offenbar keine eigene Muskulatur besitzt, bleibt es ungeklärt, durch welchen Mechanismus das geschieht.